# 山本真司
山本 真司（やまもと しんじ、1962年10月9日 - 2022年2月8日）は、日本の言語学者。専門はイタリア語学、イタリアの地方語・方言・少数言語研究。
東京外国語大学大学院総合国際学研究院（言語文化部門・言語研究系）准教授。

## 略歴
- 1985年3月　東京外国語大学外国語学部イタリア語学科 (国際関係専修コース) 卒業
- 1985年9月から1986年9月　イタリア政府奨学金留学生 (パドヴァ大学在籍)、歴史言語学、ラディン語学とイタリア方言学を学ぶ
- 1988年3月　東京外国語大学大学院外国語学研究科ロマンス系言語専攻修士課程修了
- 1990年10月 フリウリ文献学会フリウリ語コース補助教員
- 1993年4月　東京外国語大学外国語学部助手
- 1996年4月　東京外国語大学外国語学部講師
- 2004年4月　東京外国語大学外国語学部助教授
- 2009年4月　現職（大学院重点化により所属変更）
- 2013年6月  日フリウリ協会 (Fogolar Furlan di Tokyo) の名誉会長 presidente emerito に就任。

## 研究業績
- 「聖書のフリウリ語」東京外国語大学　語学研究所　論集　第８号 2003年　pp.45-65.
- 「フリウリ語」 朝日アエラムック「外国語学への招待」朝日新聞社 1996年　pp. 98-101
- Intorno al clitico si passivante/impersonale in friulano 、Studi in onore di Nereo Perini. vol. 2. Il Friuli : lingue, culture, glottodidattica. Universit di Udine, Udine-Italia 、143-156、1994年

## 家族・家系
母は、岩代国 (現在の福島県) の二本松藩に剣術師範として代々仕えた根来家の出身で、江戸時代初期の剣術家、剣聖と言われた根来八九朗重明の子孫に当たる。
| スタブアイコン | サブスタブ | この項目は、まだ閲覧者の調べものの参照としては役立たない、人物に関連した書きかけの項目です。この項目を加筆・訂正などしてくださる協力者を求めています（P:人物伝/PJ:人物伝）。 |